# 佐々木高基
佐々木 高基（ささき たかもと）は、鎌倉時代中期の武将・御家人。近江国福永氏の祖であることから福永高基ともいわれる。

## 略歴
佐々木重綱の八男として誕生。
近江国坂田郡福永荘に住す。